# Mycosphaerella chamaeropis
Mycosphaerella chamaeropis är en svampart som först beskrevs av Giovanni Battista Traverso, och fick sitt nu gällande namn av Tomilin 1979. Mycosphaerella chamaeropis ingår i släktet Mycosphaerella och familjen Mycosphaerellaceae.   Inga underarter finns listade i Catalogue of Life.